# Wrzosek (Braniewo)
Wrzosek (deutsch Heidenhof) war ein Ort in der polnischen Woiwodschaft Ermland-Masuren innerhalb der Landgemeinde Braniewo (Braunsberg) im Powiat Braniewski (Kreis Braunsberg). Bis 1945 gehörte er zum Kreis Heiligenbeil in Ostpreußen.

## Geographische Lage
Die Ortsstelle von Wrzosek resp. Heidenhof liegt im Nordwesten der Woiwodschaft Ermland-Masuren, acht Kilometer südlich der heute auf russischem Staatsgebiet gelegenen früheren Kreisstadt Heiligenbeil (heute russisch Mamonowo) bzw. neun Kilometer östlich der heutigen Kreismetropole Braniewo (deutsch Braunsberg).

## Geschichte
Der aus zwei kleinen Höfen bestehende Ort Heydenhoff wurde 1652 gegründet und nach 1724 Heydenhof bzw. nach 1820 Heidenhof genannt. Als Landgemeinde wurde Heidenhof 1874 in den neu gebildeten Amtsbezirk Waltersdorf (heute polnisch Pęciszewo) im ostpreußischen Kreis Heiligenbeil im Regierungsbezirk Königsberg aufgenommen. Im Jahre 1910 zählte Heidenhof elf Einwohner.
Am 30. September 1928 gab Heidenhof seine Eigenständigkeit auf und schloss sich mit den Nachbarorten Kleinwalde (polnisch Borek, dann Kolonia Wilki), Neu Bahnau (Nowe Banowo), Preuschhof (Prusowo) und Rosenhof (Różanka) zur neuen Landgemeinde Kleinwalde zusammen.
In Kriegsfolge kam Heidenhof 1945 mit dem gesamten südlichen Ostpreußen zu Polen. Der Ort erhielt die polnische Namensform „Wrzosek“, war dann aber sehr bald ein verlorener Ort, der offiziell nicht mehr genannt wurde und heute als untergegangen gilt.

## Religion
Heidenhof war bis 1945 in die evangelische Kirche Waltersdorf (polnisch Pęciszewo) in der Kirchenprovinz Ostpreußen der Kirche der Altpreußischen Union eingepfarrt. Seitens der römisch-katholischen Kirche gehörte Heidenhof nach Heiligenbeil (russisch Mamonowo) im damaligen Bistum Ermland.

## Verkehr
Die Ortsstelle von Wrzosek resp. Heidenhof ist von Kolonia Wilki (Kleinwalde) aus über eine Landwegverbindung zu erreichen.